# 卡拉恰伊自治州

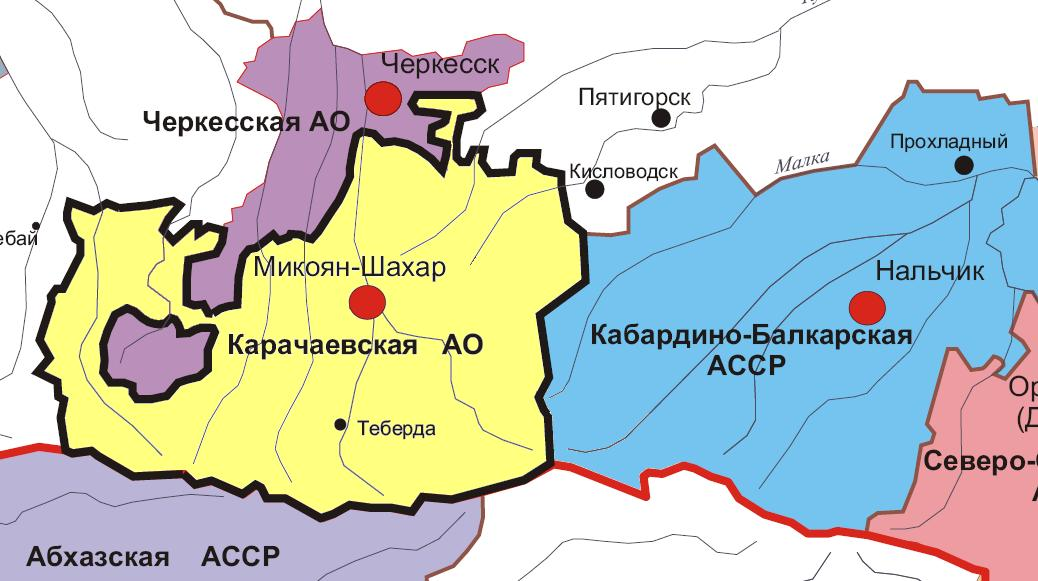
卡拉恰伊自治州地图

卡拉恰伊自治州是一个苏联的自治州，于1926年4月26日创立。该州成立于1926年，由卡拉恰伊-切尔克斯自治州析置。卡拉恰伊人被指控同德国人合作而被流放到中亚，之后卡拉恰伊自治州于1943年（也就是第二次世界大战期间）解散。在这段时间里，原卡拉恰伊自治州的部分领土与格鲁吉亚苏维埃社会主义共和国合并。1957年，该地区和切尔克斯自治州合并为卡拉恰伊-切尔克斯自治州。